# Agata od Najśw. Marii Panny Patronki Cnót Hernández Amorós
Agata od Najświętszej Marii Panny Patronki Cnót Hernández Amorós, Agueda Hernandez Amorós de Nuestra Senora de las Virtudes (ur. 5 stycznia 1893; zm. 19 sierpnia 1936) – hiszpańska błogosławiona Kościoła katolickiego, zakonnica ze Zgromadzenia Karmelitanek Miłosierdzia.
W Culler pracowała jako kucharka i mimo narastających prześladowań nie opuściła wspólnoty. Została zamordowana na plaży Playa del Saler w pobliżu Walencji. Jest jedną z ofiar antykatolickich prześladowań religijnych okresu wojny domowej w Hiszpanii.
Agatę od Najśw. Marii Panny Patronki Cnót Hernández Amorós beatyfikował Jan Paweł II w dniu 11 marca 2001 roku jako męczennicę zamordowaną z nienawiści do wiary (łac. odium fidei) w grupie 232 towarzyszy Józefa Aparicio Sanza.